# Херман Вилхелм Фридрих фон Вид
Херман Вилхелм Фридрих фон Вид (на немски: Herman Wilhelm Friedrich, Prinz von Wied; * 18 август 1899, Потсдам; † 5 ноември 1941, Жешов, Полша) е наследствен принц на Вид.

## Произход
Той е големият син на 6. княз Вилхелм Фридрих фон Вид (1845 – 1907) и съпругата му принцеса Паулина фон Вюртемберг (1877 – 1965), дъщеря на крал Вилхелм II фон Вюртемберг (1848 – 1921) и принцеса Мария фон Валдек-Пирмонт (1857 – 1882). Брат е на принц Дитрих Вилхелм Фридрих Карл Паул фон Вид (1901 – 1976).
Херман Вилхелм Фридрих фон Вид е убит на 42 години през Втората световна война на 5 ноември 1941 г. в Жешов (Rezeszow), Полша.

## Фамилия
Херман Вилхелм Фридрих фон Вид се жени на 29 април 1930 г. в Нойвид за графиня Мария Антония фон Щолберг-Вернигероде (* 6 февруари 1909, Варпалота, Унгария; † 24 януари 2003, Дирдорф), дъщеря на граф Карл фон Щолберг-Вернигероде (1876 – 1934) и Хилде фон Витцлебен (1884 – 1966).  Те имат децата:
- Фридрих Вилхелм Хайнрих Константин фон Вид (* 2 юни 1931, Щутгарт; † 28 август 2000, Канада), 7. княз на Вид (1945 – 2000), женен I. на 31 август 1958 г. в Аролзен (цив), религиозно на 9 септември 1958 г. (развод 1962) за принцеса Гуда фон Валдек-Пирмонт (* 22 август 1939, Аролзен), II. (цив) в Нойвид на 14 юли 1967 г., (религиозно) в Рункел на 15 юли 1967 г. за принцеса София Шарлота фон Щолберг-Щолберг (* 4 октомври 1943, Нордхаузен); баща от първия брак на:
  - Фридрих Август Максимилиан Вилхелм Карл фон Вид (* 27 октомври 1961, Нойвид; † 12 март 2015), 8. княз на Вид
- Метфрид Александер Вилхелм Фридрих фон Вид (* 25 април 1935, Щутгарт) за (цив) в Андернах на 12 февруари 1968 г., (рел) в Нойвид на 14 февруари 1968 г. за фрайин Фелицитас фон дер Пален (* 31 декември 1948, Линих)
- Вилхелмина Фридерика Елизабет Хенриета Анастасия Остерлинд фон Вид (* 8 април 1939, Щутгарт), омъжена на 7 септември 1964 г. в Нойвид за Вернер фон Клитцинг (* 3 август 1934, Хановер)

Вдовицата му Мария Антония фон Щолберг-Вернигероде се омъжва втори път на 31 август 1943 г. в Щравалде при Хернхут за Едмунд Франц фон Гордон (1901 – 1986).